# Маринешты (Флорештский район)
Маринешты также Мэринешть (рум. Mărineşti) — село в Флорештском районе Молдавии. Наряду с сёлами Чутулешты, Ион-Водэ и Сырбешты входит в состав коммуны Чутулешты.

## География
Село расположено на высоте 134 метра над уровнем моря.

## Население
По данным переписи населения 2004 года, в селе Мэринешть проживает 21 человек (12 мужчин, 9 женщин).
Этнический состав села:
| Национальность | Число жителей | Процентный состав |
| -------------- | ------------- | ----------------- |
| молдаване      | 12            | 57,14             |
| украинцы       | 9             | 42,86             |
| Всего          | 21            | 100 %             |